# Tai Chi Hero
Tai Chi Hero (太極２ 英雄崛起) és una pel·lícula d'arts marcials en 3D de Hong Kong i xinesa de 2012 dirigida per Stephen Fung, escrita i produïda per Chen Kuo-fu. s la seqüela a la pel·lícula de Fung del 2012 Tai Chi 0. Es va estrenar a Hong Kong el 25 d'octubre de 2012. La seguirà una tercera pel·lícula sense desenvolupar anomenada Tai Chi Summit.

## Sinopsi
L'aventura contínua de Yang Lu Chan mentre s'aprèn amb el kung fu a l'estil Chen.
El que més tard és anomenat pel príncep com "Tai Chi", des d'ara ja no es coneix només com a estil Chen. Yang Lu Chan evoluciona del Bumbling Idiot a la primera etapa de ser el mestre de Tai Chi més formidable i guanya el cor de Chen Yu Niang, filla del Gran Mestre Chen.

## Repartiment
- Yuan Wen Kang com el príncep Dun
- Jayden Yuan com a Yang Lu Chan
- Angelababy com a Chen Yu Niang
- Shu Qi com la mare Yang
- Stephen Fung com a Nan
- Xiong Xin Xin com a oncle Qin
- Shen Si com a germà Tofu
- Wei Ai Xuan com a Zhao Di
- Eddie Peng (acreditat com a Eddie Peng Yu-Yen com a Fang Zi Jing
- Feng Shao Feng com a Chen Zai Yang
- Wu Di com a Chen You Zhi
- Chen Si Cheng com a Chen Geng Yun
- Xiong NaiJing com a dona de Chen Geng Yun
- Tony Leung Ka Fai com a Chen Chang Xing
- Feng Tsui Fan com a besoncle
- Nikki Hsin Ying Hsieh com a Jin Yuner
- Patrick Tse com a 10è Gran Mestre
- Daniel Wu com a Mad Monk
- Peter Stormare com Flamming
- Ying Da com a governador
- Yuen Biao com a Li Qiankun